# Бель-паэзе

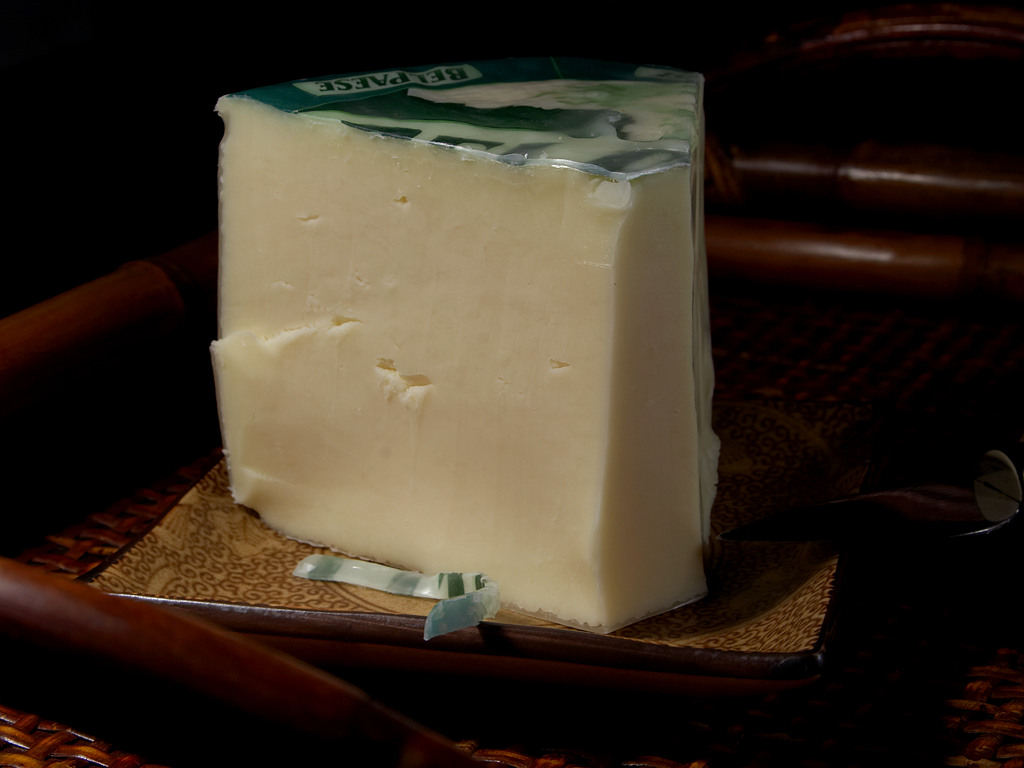
Бель-паэзе

Бель-паэзе (итал. Bel Paese) — итальянский полутвердый сыр, с обмытой коркой, из коровьего молока, с содержанием жира от 45 до 50%. Продаётся в виде дисков средних размеров, упакованных в фольгу. Обладает плотной маслянистой консистенцией и мягким вкусом.

## История
Сыр создан в 1906 году предпринимателем Эджидио Гальбани в городе Мельцо. Название получил от одноименной книги итал. Il Bel Paese, изданной в 1886 году Антонио Стоппани, в которой рассказывается о живописной Италии. Название закреплено официально в 1941 году по указу министра.

## География
Бель-паэзе в основном производится в Италии (концерн Galbani) и в США по лицензии. На этикетке оригинального сыра изображена карта Италии, на американском — карта США.

## Технология производства
Пастеризованное молоко инокулируют молочнокислыми ферментами, и при температуре 40-43 °C добавляют телячий сычуг. Сырная масса разбивается в три фазы до размера фундука и закладывается в формы. Соление происходит в рассоле. Выдержка длится 20-40 суток.

## Характеристика
Головы сыра имеют цилиндрическую форму с плоскими гранями диаметром 15-20 см, бок прямой, высотой 7-8 см, вес около 2 кг. Кожица тонкая, гладкая, довольно эластичная, светло-соломенного цвета. Сырная масса компактная, достаточно жирная, эластичная, белого цвета или цвета слоновой кости. Небольшое количество дырочек.

## Употребление
Сыр употребляют как самостоятельное блюдо.